# Fàcies

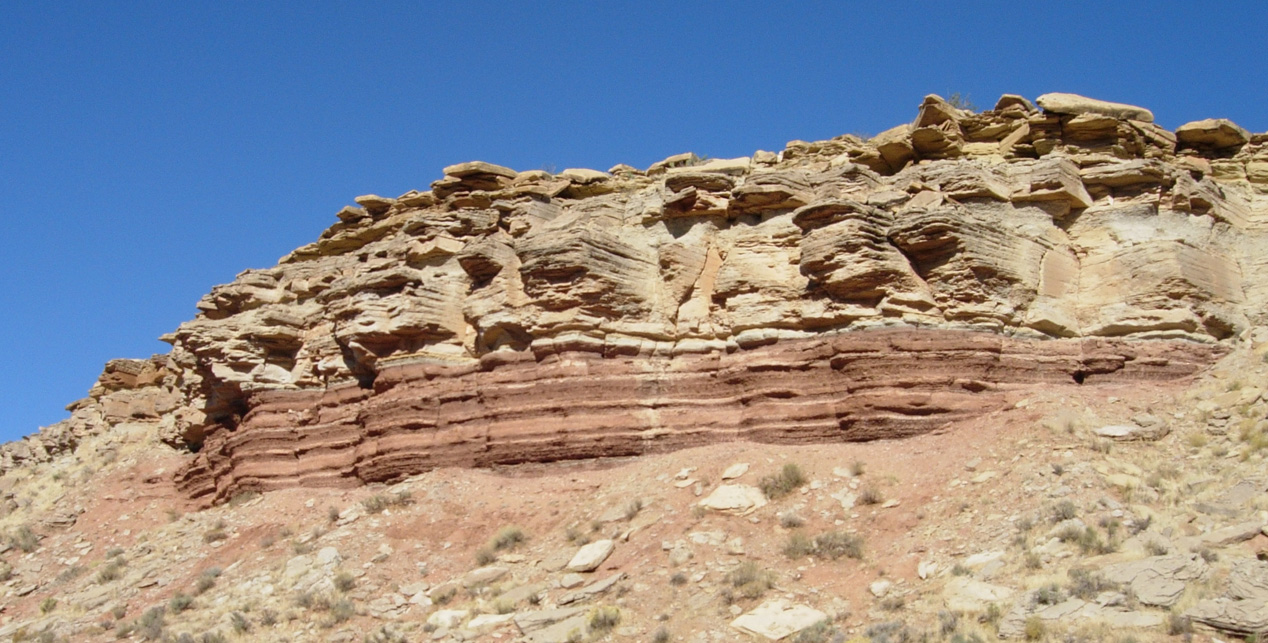
Fàcies de pedra sorrenca del Triàsic mitjà, al sud de Utah.

Fàcies és un conjunt de roques amb característiques específiques, que pot ser qualsevol atribut observable de les roques (com ara el seu aspecte general, composició o condició de formació) i els canvis que es poden produir en aquests atributs en una àrea geogràfica. Una fàcies engloba totes les característiques d'una roca, incloses les seves característiques químiques, físiques i biològiques que la distingeixen de la roca adjacent.
El terme fàcies va ser encunyat pel geòleg suís Amanz Gressly el 1838 i va ser part de la seva important contribució a les bases de l'estratigrafia moderna, la qual va substituir les anteriors nocions de neptunisme.